# Strzelin (stacja kolejowa)
Strzelin – stacja kolejowa w Strzelinie, w województwie dolnośląskim, w Polsce. Stacja ta jest jedną z ważniejszych na linii kolejowej numer 276: znajdują się tu m. in bocznice o znaczeniu przemysłowym: największego w Polsce kamieniołomu granitu oraz cukrowni w Strzelinie. Pociągi pasażerskie przejeżdżające przez tę stację obsługują Koleje Dolnośląskie i PKP Intercity.

## Ruch pasażerski
| Rok  | Wymiana pasażerska na dobę |
| ---- | -------------------------- |
| 2017 | 1 300                      |
| 2022 | 2 300                      |

## Historia

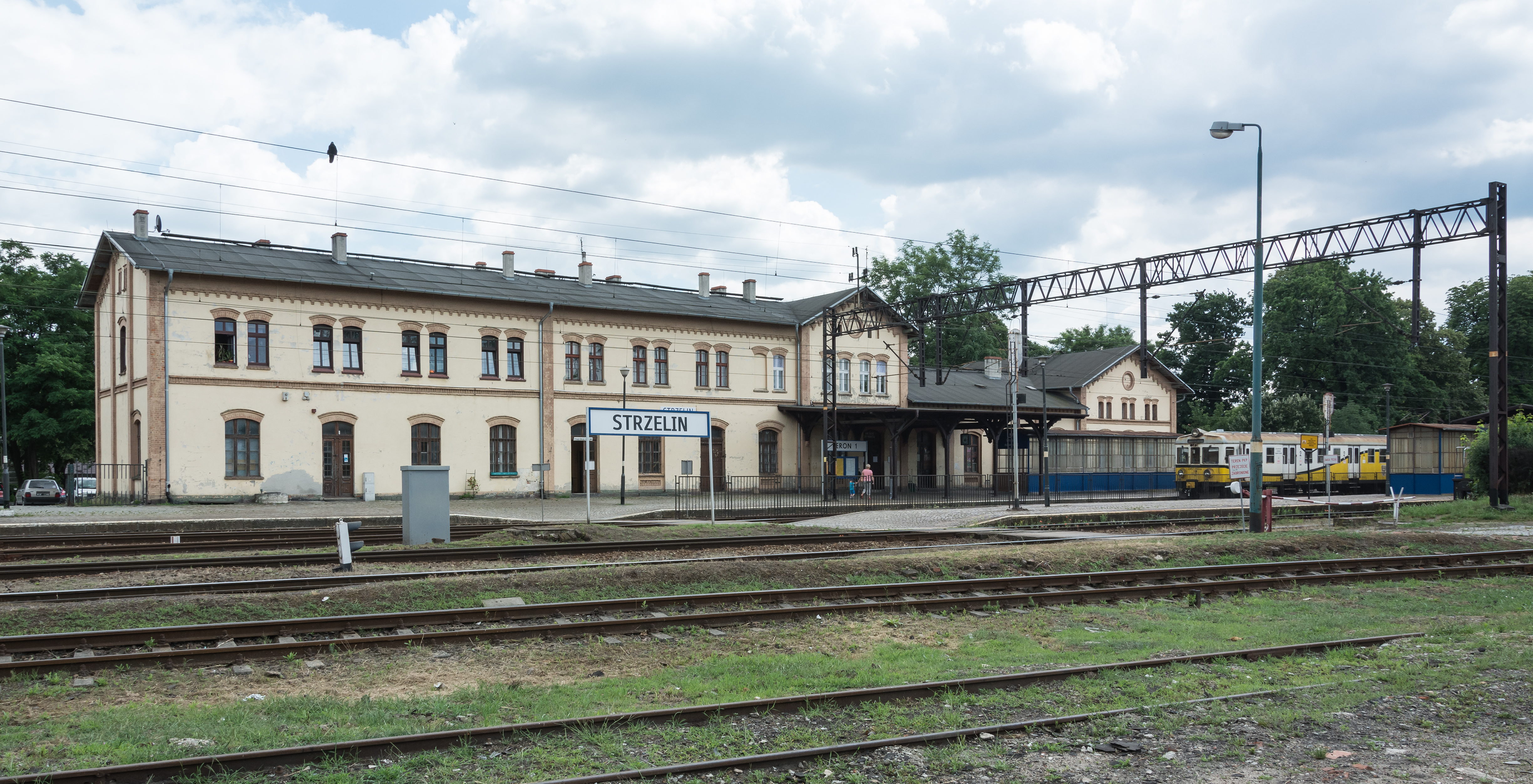
Dworzec od zachodu (przed remontem)

- 1871 – zakończenie budowy nizinnego odcinka Wrocław Główny – Strzelin, planowanej linii kolejowej z Wrocławia do Kłodzka.
- 1872 – wybudowano budynek dworca[3].
- 1873 – oficjalne otwarcie linii kolejowej[4].
- 1884 – uruchomienie odcinka Strzelin – Kondratowice – Niemcza
- 1894 – otwarcie odcinka Strzelin – Głęboka Śląska[5].
- 1910 – uzyskanie połączenia do Brzegu.
- 1989 – zlikwidowano przewozy pasażerskie na trasie Brzeg – Strzelin.
- październik 2017 – PKP podpisały z przedsiębiorstwem Berger Bau Polska umowę na generalny remont dworca[6].
- 21 grudnia 2018 – wyremontowany dworzec został ponownie udostępniony podróżnym[7].

## Ruch pociągów
Przez stację Strzelin kursują pociągi:
- Intercity (Śnieżka, Baltic Express; dawniej: Rozewie, Heweliusz) między innymi do:  Bydgoszczy, Bystrzycy Kłodzkiej, Brzegu, Gdańska, Gdyni, Gniezna, Kłodzka, Kudowy-Zdrój, Leszna, Międzylesia, Oławy, Opola, Pardubic, Polanicy-Zdrój, Poznania, Pragi, Tczewa, Warszawy, Wrocławia
- Koleje Dolnośląskie: między innymi do: Wrocławia, Obornik Śląskich, Rawicza, Ziębic, Kamieńca Ząbkowickiego, Kłodzka, Międzylesia, Lichkova, Kudowy-Zdrój, Polanicy-Zdrój. Na trasie zorganizowana jest zastępcza komunikacja autobusowa do Stronia Śląskiego.